# Andréa Guiot
Pour les articles homonymes, voir Guiot.
Répertoire
- Faust de Gounod
- Mireille de Gounod
- Carmen de Bizet

Andréa Guiot est une cantatrice française (soprano) née le 11 janvier 1928 à Garons (Gard)  et morte le 15 février 2021 à Nîmes (Gard).

## Biographie
À douze ans, une représentation d'Hérodiade dans sa ville natale avec José Luccioni décide de sa vocation[réf. nécessaire]. Après avoir étudié à Nîmes avec le ténor Marcello Santalouna, elle entre au Conservatoire de Paris où elle est l'élève de Ketty Lapeyrette et Louis Noguéra.  Elle y obtient en 1955 les premiers prix de chant et d'opéra, ainsi que le prix Osiris.
Elle entre alors dans la troupe de la Réunion des théâtres lyriques nationaux (RTLN) dont elle fera partie jusqu'en 1973. Elle débute à l'Opéra-Comique (salle Favart) en 1956 dans le rôle d'Antonia des Contes d'Hoffmann d'Offenbach et en 1957 à l'opéra Garnier dans le rôle de la vierge Erygone du Martyre de saint Sébastien de Debussy. Elle interprète à partir de 1959 des rôles principaux dont Marguerite de Faust ou Micaëla lorsque Carmen y entre au répertoire en 1959. 
Salle Favart, elle chante Manon, Mimi, Micaëla, Eurydice, Fiordiligi, Madame Lidoine, Mireille, Louise, Suor Angelica, Cio Cio San et, à l'opéra Garnier, Marguerite, Donna Elvira, Liù, Juliette, Alice Ford et Teresa. De 1973 à 1976, Rolf Liebermann l'affiche dans Parsifal (Fille-fleur), La Bohème (Mimi) et La Walkyrie (Helmwige). Elle se produit parallèlement en province et à l'étranger : Pays-Bas, Grande-Bretagne, Belgique, Autriche, Allemagne, Suisse, États-Unis, Argentine.   
Andréa Guiot fait ses adieux à la scène à l'Opéra de Strasbourg en 1975, dans le rôle d'Élisabeth de Valois du Don Carlos de Verdi.
À partir de 1977, elle est professeur au conservatoire de Paris, ainsi qu'aux conservatoires de Lyon, Toulouse, Strasbourg, Montpellier et au CNIPAL de Marseille,, et donne en parallèle des cours particuliers. 
Elle cesse ces activités en 1993 et prend sa retraite à Garons dans le Mas de Rapatel où elle est née. Elle y exerce son talent de peintre et continue à former de jeunes chanteuses et chanteurs. Elle y meurt des suites de la Covid19 le 15 février 2021 à l'âge de 93 ans.

## Distinctions
- Chevalier de l'ordre national du Mérite
- Commandeur de l'ordre des Arts et des Lettres (1998)[3]

## Carrière
Les productions auxquelles Andréa Guiot a participé de 1954 à 1977 sont les suivantes :

## Discographie partielle
(par compositeur)
- Georges Bizet : 
  - Carmen (Micaëla), avec Jane Rhodes, Albert Lance, Robert Massard, chœurs et orchestre de l'Opéra de Paris, Roberto Benzi (dir.) - Philips, 1959 (446118-2)
  - Carmen (Micaëla), avec Maria Callas, Nicolai Gedda, Robert Massard, Georges Prêtre (dir.) - His Master's Voice, 1964 ; rééd. EMI Classics (2CD)
- Charles Gounod : 
  - Faust (Marguerite), avec Gustave Botiaux, Xavier Depraz, René Bianco, Jésus Etcheverry (dir.) - Les Disques d'Orphée (STO 61 052)
  - Mireille (rôle-titre), avec Alain Vanzo, René Bianco, Rémy Corazza, Giancarlo Amati (dir.) - Orphée (E 51.024), 1961 ; rééd. Vogue LDM 30129
- Édouard Lalo : Le Roi d'Ys (Rozenn), avec Jules Bastin, Jane Rhodes, Alain Vanzo, Robert Massard, orchestre de la Radio-Lyrique, Pierre Dervaux (dir.) - Le Chant du Monde (CDM LDC 278879/80)
- Jean-Baptiste Lully : Amadis de Gaule, avec Jacques Villisech, Odile Pietti, Michel Sénéchal, Éliane Manchet, Robert Massard, Christiane Eda-Pierre, Jules Bastin, Christiane Issartel, chœurs et orchestre de chambre de l'ORTF, Bruno Amaducci (dir.) - Open Reel Tape, 14 novembre 1974
- Pietro Mascagni : Cavalleria rusticana (Lola), avec Alain Vanzo, Suzanne Sarroca, Robert Massard, Francine Arrauzau], Reynald Giovaninetti (dir.) - Mondiophonie (MSA 1.OO4/7.004) / Adès (13.045/C.8005), 1965
- Jules Massenet : Hérodiade (Salomé), avec Mimi Aarden, Guy Fouché, Charles Cambon, orchestre de la Radio néerlandaise, Albert Wolff (dir.) - 1957 ; rééd. Malibran (2CD)[4]
- André Messager : Véronique (Agathe), avec Mady Mesplé, Denise Benoit, Michel Dens, Jean-Christophe Benoît, Jean-Claude Hartemann (dir.)-  EMI C16110175/6 (rééd. CD 2001)
- Jacques Offenbach : Les Contes d'Hoffmann (Antonia), avec Albert Lance, Mady Mesplé, Suzanne Sarroca, Robert Massard, Gabriel Bacquier, dir. Jésus Etcheverry (dir.) - Mondiophone MSA 7002, Adès C 8002, 1965
- Ernest Reyer : Sigurd (Brunehilde), avec Guy Chauvet, Robert Massard, Jules Bastin, Ernest Blanc, Andrée Esposito, Denise Scharley, Manuel Rosenthal (dir.) - Le Chant du Monde (CDM 429171 LO0 H 3)
- Gioachino Rossini : Guillaume Tell (Mathilde), avec Ernest Blanc, Arnold Melchtal, Nicolai Gedda, orchestre national de l’Opéra, Alain Lombard (dir.) - EMI (2C 061 10899), 1970
- Erik Satie : Socrate (rôle-titre), avec Danielle Millet, Andrée Esposito, Mady Mesplé - La Voix de son maître (C 069-11.677), 1973 ; rééd. EMI  CZS 7 62877-2 (2CD)